# 诺基亚X5-00
Nokia X5（Nokia X5-00、Nokia X5-01）是諾基亞生產的智慧型手機。

## 規格
| 類型     | 智慧型手機 |
| 手機規格 | 直立式（Nokia X5-00） 滑蓋式（Nokia X5-01） |
| 尺寸     | 高度：113.0（4.45英寸）；寬度：49.8（1.96英寸）；厚度：14.7（0.58英寸）（Nokia X5-00） 高度：74.3（2.93英寸）；寬度：66.4（2.61英寸）；厚度：16.8（0.66英寸）（Nokia X5-01） |
| 重量     | 120克（4.2盎司）（Nokia X5-00） 129克（4.6盎司）（Nokia X5-01） |
| 操作系统 | Symbian（Series 60） |
| 電池     | 950mAh可拆卸鋰離子電池 |
| 顯示器   | 2.4英寸（61） 240×320 QVGA TFT LCD |